# Transport Accident Investigation Commission
La Transport Accident Investigation Commission, ou TAIC ((Commission d'enquête sur les accidents de transport), maori: Te Komihana Tirotiro Aitua Waka), est l'organisme de la Nouvelle-Zélande permanent, chargé des enquêtes sur les accidents et les incidents graves en transport maritime, transport ferroviaire et en aviation publique et générale qui surviennent sur le territoire de la Nouvelle-Zélande. Le TAIC a son siège dans le 16e étage, AXA Centre, à Wellington.